# Híjar (kommunhuvudort)
Híjar är en kommunhuvudort i Spanien.   Den ligger i provinsen Provincia de Teruel och regionen Aragonien, i den östra delen av landet, 280 km öster om huvudstaden Madrid. Híjar ligger 288 meter över havet och antalet invånare är 1 919.
Terrängen runt Híjar är huvudsakligen platt, men söderut är den kuperad. Runt Híjar är det glesbefolkat, med 11 invånare per kvadratkilometer. Närmaste större samhälle är Albalate del Arzobispo, 7,7 km sydväst om Híjar. Trakten runt Híjar består till största delen av jordbruksmark.